# Лунт, Ингрид
Лунт, Ингрид Сесилия (Lunt Ingrid Cecilia) (род. 16 мая 1947 года) — британский психолог.

## Биография
Родилась 16 мая 1947 года, живёт по настоящее время. Страна рождения и проживания — Великобритания.
Окончила Лондонский университет, по специальности психолог

## Вклад в науку
Исследования в области психологии образования.
Профессор Института образования Лондонского университета с 1985 года по 2005 год, после этого стала профессором Оксфордского университета. Также Ингрид — руководитель исследований в области образования.

### Основные труды
- «Child Development: a first course» (1982)
- «Cognitive Development» (1983)
- «Charting the Agenda: educational activity after Vygotsky» (1993)
- «Working Together: inter-school collaboration for special needs» (1994)
- «Professional Psychology in Europe: the state of the art» (1995)
- «Psychology and Education for Special Needs: current developments and future directions» (1995)
- «Values in Special Education» (1997)
- «A Century of Psychology. progress, paradigms and prospects for the new millennium» (1997)